# Antje Uhle
Antje Uhle (* 1973 in München) ist eine deutsche Jazzmusikerin (Piano, Komposition), die selten in Jazzclubs auftritt.

## Leben und Wirken
Uhle studierte am Richard-Strauss-Konservatorium München zwischen 1992 und 1996 Jazzpiano und klassisches Klavier, aber auch Komposition bei Wilfried Hiller. Danach erhielt sie von der Stadt München ein Stipendium für junge Komponisten. 1999 erschien ihr Debütalbum Majazztic Steps, das für den Preis der deutschen Schallplattenkritik nominiert wurde. Nach einer Babypause folgten bisher zwei weitere Alben. Sie konzertiert im Wesentlichen in geschlossenen Gesellschaften.
Uhl arbeitete mit Jenny Evans im Duo und in unterschiedlichen Konstellationen mit Johannes Enders. Sie verfasste weiterhin die Musik zu Lesungen, Theaterproduktionen an den Münchner Kammerspielen und dem Bayerischen Staatsschauspiel, Kurzfilmen und Liederabenden; auf Hörbüchern spielte sie zu Texten von Goethe, Stifter oder Schnitzler. Auch komponierte sie für Giora Feidman (Lilith 1997).

## Diskographische Hinweise
- Majazztic Steps (Mons Records 1999, mit Henning Sieverts, Guido May)
- To Be Continued (2004, mit Andreas Henze, Michael Griener)
- Piano Voyage (CosMind Records 2008, mit Nikolaus Reichel, Hajo von Hadeln)